# Porina ulceratula
Porina ulceratula är en lavart som beskrevs av Zahlbr. Porina ulceratula ingår i släktet Porina och familjen Porinaceae.   Inga underarter finns listade i Catalogue of Life.